# Route départementale 775 (Maine-et-Loire)
Pour les articles homonymes, voir Route départementale 775.
La route départementale 775 ou D 775, est l’un des axes importants du département de Maine-et-Loire tant au plan de la circulation routière locale qu'au plan de la circulation régionale puisqu'elle représente la partie angevine de l'axe Angers-Rennes (ou axe Bretagne-Anjou).

## Historique
Il s'agit historiquement, d'un tronçon de l'ancienne route nationale 775 déclassée dans les années 1970 qui reliait Segré à Vannes via Châteaubriant et Redon.
Son numéro fut réutilisé en 2006 pour requalifier le tronçon Angers-Pouancé.

## Intérêts
Cette départementale a deux fonctions primordiales : 
- au niveau régional, relier les deux préfectures que sont Angers et Rennes.
- au niveau local, permettre un désenclavement du Haut-Anjou (désenclavement des villes qu'elle traverse et des communes avoisinantes).

Elle est directement connectée à l'autoroute A 11 au niveau du Contournement Nord d'Angers.

## Itinéraire
Depuis 2006 dans un contexte de déclassement des routes nationales et dans un souci de continuité, la RD 775 représente la partie angevine de l'axe Rennes-Angers. Ainsi depuis septembre 2006, la RD 775 commence dans le prolongement de la RD 523 (ex-RD 106) au niveau de la sortie 17 de la rocade nord d'Angers de l'autoroute A11. Il s'agit d'une route à 2x2 voies.
Toujours en 2x2 voies, elle contourne par l'ouest la commune d'Avrillé et La Membrolle-sur-Longuenée par le nord (depuis 2008). Elle reprend ensuite l'ancienne RN 162 (déclassée en 2006) jusqu'au Lion-d'Angers par une route à deux voies sur 6 kilomètres dont les travaux de la mise en 2x2 voies sont en cours.
Elle contourne Le Lion-d'Angers par une 2x2 voies ponctuée de ronds-points. À la sortie de la ville, elle reprend l'ancienne D 863 (ex-RN 163BIS) jusqu'à Segré qui est totalement en 2x2 voies.
La RD 775 contourne Segré par le nord en empruntant un viaduc qui traverse l'Oudon à deux voies. La route récupère son tracé historique (ex-RN 775) à la sortie de Segré jusqu'à Pouancé. 
La section Segré-Pouancé contourne Noyant-la-Gravoyère et Vergonnes (depuis 2010) où elle est à 2x2 voies. Le contournement de Pouancé jusqu'au passage en Ille-et-Vilaine est également en 2x2 voies. Les derniers kilomètres reprennent le tracé de l'ancienne RD 3 pour rejoindre l'ancienne RD 94 dans la traversée de la forêt d'Araize (devenue en 2017 la RD 173).
La partie bretonne de l'axe Rennes-Angers est assurée par la RD 173 contournant les villes de Martigné-Ferchaud, Retiers, Janzé et Vern-sur-Seiche.